# 添田めぐみ
添田 めぐみ（そえだ めぐみ、1979年4月10日 - ）は、日本の元グラビアアイドル、タレント。

## 来歴・人物
福島県出身。血液型はA型。身長は159cm、スリーサイズは84 - 58 - 84 cm。過去にはイエローキャブに所属していた。
2000年11月に、福島県内の実家で闘病中の父の看病のため、芸能活動を引退。現在は、芸能事務所のOFFICE Meguの代表取締役社長、企業の会長夫人になった。

## 所属していたグループ
- NATSU&MEGU（寺島なつ）
- Be-Be（五十嵐りさ）
- KOMATI（川村亜紀、坂井優美、五十嵐りさ）

## 出演

### 映画
- 地球侵略タイトルマッチ女我レディース（1999年、バップ）
- パチスロひとり旅（2001年、パル企画）- サングラスの女 役

## 作品

### ビデオ
- KOMATI in CEBU オーシャン・ブリーズ ブロードウェイ（2000年11月24日）

### DVD
- 実録・鯨道3 GPミュージアムソフト（2008年7月25日）

### シングル
- Romanticが止まらない（KOMATIとして）